# Wolfgang Jeschke
Pour les articles homonymes, voir Jeschke.
 (juin 2015).
Si vous disposez d'ouvrages ou d'articles de référence ou si vous connaissez des sites web de qualité traitant du thème abordé ici, merci de compléter l'article en donnant les références utiles à sa vérifiabilité et en les liant à la section « Notes et références ».
Œuvres principales
- Le Dernier Jour de la Création
- Le Jeu de Cuse

Wolfgang Jeschke, né le 19 novembre 1936 à Děčín et mort le 10 juin 2015  à Munich, est un auteur et éditeur de science-fiction allemand.

## Biographie
Wolfgang Jeschke est né le 19 novembre 1936 à Děčín en Bohême. Il grandit à Asperg dans les environs de Ludwigsbourg. Après sa scolarité, il devient constructeur de machines-outils. En 1959, il obtient son baccalauréat et fait des études de germanistique, d'anglais et de philosophie à Munich. En 1969, il participe à l'édition de l'encyclopédie littéraire Kindlers Literaturlexikon. Par la suite, il participe en tant qu'éditeur et auteur indépendant à la collection Science Fiction für Kenner (Science-fiction pour connaisseurs) des éditions Lichtenberg, puis, entre 1973 et 2002 aux collections de SF des éditions Heyne. Depuis, il vivait à Munich.
À côté d'une activité littéraire indépendante, il a édité plus d'une centaine d'anthologies de science-fiction allemande, ainsi que des annales et des études, des essais et des interviews autour de la SF.

## Œuvres
De Wolfgang Jeschke ont été traduits en français deux romans, Le Dernier Jour de la Création (Der letzte Tag der Schöpfung) et Le Jeu de Cuse (Das Cusanus-Spiel), et une nouvelle intitulée Les autres (Die anderen).

### Romans
- 1981 (fr) Le Dernier Jour de la Création (titre original : Der letzte Tag der Schöpfung), traduit de l'allemand par Marie-Noëlle Ruckwied, éditions Denoël, coll. Présence du futur, 1981 ;
- 1989 (de) Midas oder Die Auferstehung des Fleisches [Midas ou La résurrection de la chair] ;
- 1997 (de) Meamones Auge [L'Œil de Meamon] ;
- 1997 (de) Osiris Land (première parution en 1982) [Au pays d'Osiris] ;
- 2005 (fr) Le Jeu de Cuse (titre original : Das Cusanus-Spiel), traduit de l'allemand par Christine Stange-Fayos, éditions L'Atalante, coll. La Dentelle du cygne, 2008.

### Nouvelles
- 1959 (fr) Les autres in : Daniel Walther (éd.), Science-fiction allemande. Étrangers à Utopolis, Presses Pocket, 1980, pp. 138-161 ;
- 1999 (de) Die Cusanische Acceleratio ;
- 2004 (de) Das Geschmeide.

### Livres scientifiques et techniques
- 2003 (de) Marsfieber. Von Rainer Eisfeld und Wolfgang Jeschke. [La fièvre de Mars]

## Travail d’éditeur
- 1973 (de) Planetoidenfänger. Verlag Lichtenberg [Chasseurs de planétoïdes]
- 1980 (de) Planetoidenfänger. Heyne Verlag [Chasseurs de planétoïdes]
- 1980 (de) Im Grenzland der Sonne. Heyne Verlag [Aux abords du soleil]
- 1980 (de) Die sechs Finger der Zeit. Heyne Verlag [Les six doigts du temps]
- 1980 (de) Aufbruch in die Galaxis. Science-Fiction-Geschichten zum Selberlesen und Vorlesen. G. Lentz Verlag [En route pour la galaxie]
- 1981 (de) Die große Uhr Zehn Erzählungen. Heyne Verlag [La grande horloge. Dix nouvelles]
- 1981 (de) Der Tod des Dr Island. Heyne Verlag [La mort du Docteur Island]
- 1981 (de) Spinnenmusik. Heyne Verlag [Musique d'araignées]
- 1981 (de) Der letzte Tag der Schöpfung. Nymphenburger Verlag [Le dernier jour de la Création]
- 1984 (de) Die Fußangeln der Zeit. Die schönsten Zeitreise-Geschichten I. Karl Michael Armer und Wolfgang Jeschke, Heyne Verlag [Les gonds du temps. Les plus belles histoires de voyages dans le temps]
- 1985 (de) Venice II. Science Fiction und Fantasy Erzählungen. Heyne Verlag [Venice II. Nouvelles de science-fiction et de fantasy]
- 1985 (de) Fantasy. 5 phantastische Romane in einem Band. Heyne Verlag [Fantasy. 5 romans de fantasy en un volume]
- 1985 (de) Das Auge des Phönix. Sonderausgabe. Heyne Verlag [L'œil du Phénix. Édition spéciale]
- 1985 (de) Die Gebeine des Bertrand Russell. Science-Fiction Erzählungen.. Heyne Verlag [La dépouille de Bertrand Russell. Nouvelles de science-fiction]
- 1985 (de) Zielzeit. Die schönsten Zeitreise-Geschichten II. Karl Michael Armer und Wolfgang Jeschke, Heyne Verlag [Destination Temps. Les plus belles nouvelles de voyages dans le temps II]
- 1985 (de) Science Fiction Jubiläumsband. Ein Lesebuch. Heyne Verlag
- 1986 (de) Das digitale Dachau. Internationale Science Fiction Stories. Heyne Verlag [Dachau numérique. Nouvelles internationales de science-fiction]
- 1986 (de) Das Gewand der Nessa. Science Fiction Erzählungen. Heyne Verlag [La robe de Nessa. Nouvelles de SF]
- 1986 (de) Aufbruch in die Galaxis. Heyne Verlag [En route pour la galaxie]
- 1986 (de) Entropie. Internationale Science Fiction Erzählungen. Heyne Verlag [Entropie. Nouvelles de SF internationales]
- 1986 (de) Langsame Apokalypse. Internationale Science Fiction Erzählungen. Heyne Verlag [Lente apocalypse]
- 1987 (de) Schöne nackte Welt. Internationale Science Fiction Erzählungen. Heyne Verlag [La beauté du monde mis à nu]
- 1987 (de) L wie Liquidator. Internationale Science Fiction Erzählungen. Heyne Verlag [L comme Liquidator]
- 1988 (de) Wassermans Roboter. Internationale Science Fiction Erzählungen. Heyne Verlag [Les robots de Wassermann]
- 1988 (de) Second Hand Planet. Internationale Science Fiction Erzählungen. Heyne Verlag [Planète d'occasion]
- 1989 (de) Papa Godzilla. Internationale Science Fiction Erzählungen. Heyne Verlag [Papa Godzilla]
- 1989 (de) An der Grenze. Erzählungen. Heyne Verlag [À la limite]
- 1989 (de) Frohes Fest. 13 grausige Bescherungen. Erzählungen. Uwe Luserke und Wolfgang Jeschke, Heyne Verlag [Bonne fête]
- 1990 (de) Johann Sebastian Bach Memorial Barbecue. Internationale Science Fiction Erzählungen. Heyne Verlag [Le barbecue à la mémoire de Jean-Sébastien Bach]
- 1990 (de) Mondaugen. Internationale Science Fiction Erzählungen. Heyne Verlag [Yeux de lune]
- 1990 (de) Die sechs Finger der Zeit.. Verlag Lichtenberg [Les six doigts du temps]
- 1991 (de) Das Blei der Zeit. Internationale Science Fiction Erzählungen. Heyne Verlag [Le plomb du temps]
- 1991 (de) Die wahre Lehre, nach Micky Maus. Internationale Science Fiction Erzählungen. Heyne Verlag [L'enseignement véritable, par Mickey Mouse]
- 1991 (de) Frohes Fest. Wolfgang Jeschke und Uwe Luserke, Heyne Verlag [Bonne fête]
- 1992 (de) Der Fensterjesus. Internationale Science Fiction Erzählungen. Heyne Verlag [Le Jésus à la fenêtre]
- 1992 (de) Die Rückkehr der Göttin. Henry Rider Haggard und Wolfgang Jeschke, Heyne Verlag [Le retour de la déesse]
- 1993 (de) Eine Lokomotive für den Zaren. Heyne Verlag [Une locomotive pour le Tsar]
- 1993 (de) Neuland. Karl-Michael Armer und Wolfgang Jeschke, Heyne Verlag [Néoland]
- 1995 (de) Star Trek, Deep Space Nine: Antimaterie  von John Vornholt, Wolfgang Jeschke (Éditeurs), VGS Verlagsgesellschaft [Star Trek Deep Space 9 : Antimatière]
- 1996 (de) Die Verwandlung. Heyne Verlag [La métamorphose]
- 1996 (de) Riffprimaten. Heyne Verlag [Primates du riff]
- 1997 (de) Die Foundation-Trilogie. von Isaac Asimov, Heyne Verlag [La trilogie de la Fondation]
- 1997 (de) Die säumige Zeitmaschine. Internationale Science Fiction Stories. Heyne Verlag
- 1998 (de) Die letzten Bastionen. Heyne Verlag [Les derniers bastions]
- 1998 (de) Die Vergangenheit der Zukunft. Heyne Verlag [Le passé de l'avenir]
- 1998 (de) Star Trek Timer 1998. Ralph Sander, Wolfgang Jeschke, Heyne Verlag [Star Trek Timer 1998]
- 1999 (de) Winterfliegen. Heyne Verlag
- 1999 (de) Das Proust-Syndrom. Heyne Verlag  [Le syndrome de Proust]
- 2000 (de) Fernes Licht. Heyne Verlag [Lueur lointaine]
- 2000 (de) Das Jahr der Maus. Heyne Verlag [L'année de la souris]
- 2001 (de) Ikarus 2001 – Best of Science Fiction. Heyne Verlag [Icare 2001]
- 2002 (de) Ikarus 2002 – Best of Science Fiction. Heyne Verlag [Icare 2002]
- 2002 (de) Das Wägen von Luft. Heyne Verlag [La pesée de l'air]
- 2002 (de) Reptilienliebe. Heyne Verlag [Amours reptiliennes]
- 2002 (de) Auf der Straße nach Oodnadatta. Heyne Verlag [Sur la route d'Oodnadatta]
- 2002 (de) Zukunft. Éditeurs : Wolfgang Jeschke, Sascha Mamczak, Heyne Verlag [Futur]

### Heyne Jahresband Science Fiction. Heyne Verlag
- 1987 (de) Heyne Jahresband Science Fiction 1987 ;
- 1988 (de) Heyne Jahresband Science Fiction 1988 zum Jubiläumsjahr ;
- 1989 (de) Heyne Jahresband Science Fiction 1989 ;
- 1990 (de) Science Fiction Jahresband 1990. Romane und Erzählungen ;
- 1991 (de) Heyne Science Fiction Jahresband 1991. 8 Romane und Erzählungen prominenter SF-Autoren ;
- 1992 (de) Heyne Science Fiction Jahresband 1992. 9 Romane und Erzählungen prominenter SF-Autoren ;
- 1994 (de) Heyne Science Fiction Jahresband 1994 ;
- 1995 (de) Heyne Science Fiction Jahresband 1995 ;
- 1996 (de) Heyne Science Fiction Jahresband 1996 ;
- 1997 (de) Heyne Science Fiction Jahresband 1997 ;
- 1998 (de) Heyne Science Fiction Jahresband 1998 ;
- 1999 (de) Heyne Science Fiction Jahresband 1999 ;
- 2000 (de) Heyne Science Fiction Jahresband 2000.

### Heyne Science Fiction Magazin. Heyne Verlag
- 1981 (de) Heyne Science Fiction Magazin 1 ;
- 1982 (de) Heyne Science Fiction Magazin 2 ;
- 1982 (de) Heyne Science Fiction Magazin 3 ;
- 1982 (de) Heyne Science Fiction Magazin 4 ;
- 1983 (de) Heyne Science Fiction Magazin 5 ;
- 1983 (de) Heyne Science Fiction Magazin 6 ;
- 1983 (de) Heyne Science Fiction Magazin 7 ;
- 1983 (de) Heyne Science Fiction Magazin 8 ;
- 1984 (de) Heyne Science Fiction Magazin 9 ;
- 1984 (de) Heyne Science Fiction Magazin 10 ;
- 1984 (de) Heyne Science Fiction Magazin 11 ;
- 1985 (de) Heyne Science Fiction Magazin 12.

### Das Science Fiction Jahr. Heyne Verlag
- 1985 (de) Das Science-Fiction Jahr #1. Ein Jahrbuch für den Science Fiction Leser. Ausgabe 1986 ;
- 1987 (de) Das Science Fiction Jahr #2. Ein Jahrbuch für den Science Fiction Leser. Ausgabe 1987 ;
- 1988 (de) Das Science Fiction Jahr #3. Ein Jahrbuch für den Science Fiction Leser. Ausgabe 1988 ;
- 1989 (de) Das Science Fiction Jahr #4. Ein Jahrbuch für den Science Fiction Leser. Ausgabe 1989 ;
- 1990 (de) Das Science Fiction Jahr #5. Ein Jahrbuch für den Science Fiction Leser. Ausgabe 1990 ;
- 1991 (de) Das Science Fiction Jahr #6. Ein Jahrbuch für den Science Fiction Leser. Ausgabe 1991 ;
- 1992 (de) Das Science Fiction Jahr #7. Ein Jahrbuch für den Science Fiction Leser. Ausgabe 1992 ;
- 1993 (de) Das Science Fiction Jahr #8. Ein Jahrbuch für den Science Fiction Leser. Ausgabe 1993 ;
- 1994 (de) Das Science Fiction Jahr #9. Ein Jahrbuch für den Science Fiction Leser. Ausgabe 1994 ;
- 1995 (de) Das Science Fiction Jahr #10. Ein Jahrbuch für den Science Fiction Leser. Ausgabe 1995 ;
- 1996 (de) Das Science Fiction Jahr #11. Ein Jahrbuch für den Science Fiction Leser. Ausgabe 1996 ;
- 1997 (de) Das Science Fiction Jahr #12. Ein Jahrbuch für den Science Fiction Leser. Ausgabe 1997 ;
- 1998 (de) Das Science Fiction Jahr #13. Ein Jahrbuch für den Science Fiction Leser. Ausgabe 1998 ;
- 1999 (de) Das Science Fiction Jahr #14. Ein Jahrbuch für den Science Fiction Leser. Ausgabe 1999 ;
- 2000 (de) Das Science Fiction Jahr #15. Ein Jahrbuch für den Science Fiction Leser. Ausgabe 2000 ;
- 2001 (de) Das Science Fiction Jahr #16. Ein Jahrbuch für den Science Fiction Leser. Ausgabe 2001 ;
- 2002 (de) Das Science Fiction Jahr #17. Ein Jahrbuch für den Science Fiction Leser. Ausgabe 2002 ;
- 2003 (de) Das Science Fiction Jahr 2003. Wolfgang Jeschke, Sascha Mamczak ;
- 2004 (de) Das Science Fiction Jahr 2004. Sascha Mamczak, Wolfgang Jeschke ;
- 2005 (de) Das Science Fiction Jahr 2005. Sascha Mamczak, Wolfgang Jeschke ;
- 2006 (de) Das Science Fiction Jahr 2006. Sascha Mamczak, Wolfgang Jeschke.

### Science Fiction Story Reader. Heyne Verlag
- 1974 (de) Science Fiction Story Reader 1 ;
- 1975 (de) Science Fiction Story Reader 3 ;
- 1976 (de) Science Fiction Story Reader 5 ;
- 1977 (de) Science Fiction Story Reader 7 ;
- 1978 (de) Science Fiction Story Reader 9 ;
- 1979 (de) Science Fiction Story Reader 11 ;
- 1980 (de) Science Fiction Story Reader 13 ;
- 1980 (de) Science Fiction Story Reader 14 ;
- 1981 (de) Science Fiction Story Reader 15 ;
- 1981 (de) Science Fiction Story Reader 16 ;
- 1982 (de) Science Fiction Story Reader 17 ;
- 1982 (de) Science Fiction Story Reader 18 ;
- 1983 (de) Science Fiction Story Reader 19 ;
- 1983 (de) Science Fiction Story Reader 20 ;
- 1984 (de) Science Fiction Story Reader 21.

### Titan. Heyne Verlag
Nouvelles classiques de science-fiction :
- 1976 (de) Titan-1 - Frederik Pohl, Wolfgang Jeschke
- 1976 (de) Titan-2 - Frederik Pohl, Wolfgang Jeschke
- 1976 (de) Titan-3 - Frederik Pohl, Wolfgang Jeschke
- 1977 (de) Titan-4 - Frederik Pohl, Wolfgang Jeschke
- 1977 (de) Titan-5 - Frederik Pohl, Wolfgang Jeschke
- 1978 (de) Titan-6 - Robert Silverberg, Wolfgang Jeschke
- 1978 (de) Titan-7 - Robert Silverberg, Wolfgang Jeschke
- 1978 (de) Titan-8 - Ben Bova, Wolfgang Jeschke
- 1978 (de) Titan-9 - Robert Silverberg, Wolfgang Jeschke
- 1979 (de) Titan-10 - Ben Bova, Wolfgang Jeschke
- 1979 (de) Titan-11 - Ben Bova, Wolfgang Jeschke
- 1979 (de) Titan-12 - Ben Bova, Wolfgang Jeschke
- 1980 (de) Titan-13 - Ben Bova, Wolfgang Jeschke
- 1980 (de) Titan-14 - Ben Bova, Wolfgang Jeschke
- 1980 (de) Titan-15 - Robert Silverberg, Wolfgang Jeschke
- 1981 (de) Titan-16 - Ben Bova, Wolfgang Jeschke
- 1981 (de) Titan-17 - Ronald M. Hahn (en), Wolfgang Jeschke
- 1982 (de) Titan-18 - Brian Aldiss, Wolfgang Jeschke
- 1983 (de) Titan-19 - Brian W. Aldiss, Wolfgang Jeschke
- 1983 (de) Titan-20 - Brian W. Aldiss, Wolfgang Jeschke
- 1983 (de) Titan-21 - Brian W. Aldiss, Wolfgang Jeschke
- 1983 (de) Titan-22 - Brian W. Aldiss, Wolfgang Jeschke
- 1985 (de) Titan-23 - Brian W. Aldiss, Wolfgang Jeschke

## Prix littéraires
Wolfgang Jeschke a obtenu le prix Kurd-Laßwitz pour :
- Lexikon der Science Fiction Literatur. Prix spécial en 1980 avec Hans Joachim Alpers, Werner Fuchs (en) und Ronald M. Hahn ;
- Le Dernier Jour de la Création (Der letzte Tag der Schöpfung). Meilleur roman de science-fiction 1981 ;
- Midas. Meilleur roman de science-fiction 1989 ;
- Dokumente über den Zustand des Landes vor der Verheerung. Meilleure nouvelle de science-fiction 1981 ;
- Osiris Land. Meilleure nouvelle de science-fiction 1982 ;
- Nekyomanteion. Meilleure nouvelle de science-fiction 1984 ;
- Schlechte Nachrichten aus dem Vatikan. Meilleure nouvelle de science-fiction 1993 ;
- Partner fürs Leben. Meilleure nouvelle de science-fiction 1996 ;
- Jona im Feuerofen. Meilleure pièce radiophonique 1988
- Prix spécial pour son travail d'éditeur du Heyne Science Fiction Magazins 1981 ;
- Das Science Fiction Jahr. Prix spécial 1987 ;
- Prix spécial pour l'édition de Das Science Fiction Jahr. Prix spécial 1996 ;
- Die Cusanische Acceleratio. Meilleure nouvelle de science-fiction 1999
- Prix spécial pour son œuvre et ses actions en faveur de la SF allemande 2001 ;
- Allah akbar And So Smart Our NLWs. Meilleure nouvelle de science-fiction 2001 ;
- Das Geschmeide. Meilleure nouvelle de science-fiction 2004 ;
- Das Cusanus-Spiel. Meilleur roman de science-fiction 2006
- Dschiheads. Meilleur roman de science-fiction 2014.

Wolfgang Jeschke a également obtenu le Prix allemand de science-fiction pour :
- Das Cusanus-Spiel. Meilleur roman de science-fiction 2006.